# Michal Špit
Michal Špit (Praga, 9 aprile 1975) è un ex calciatore ceco, di ruolo portiere.
Per più di un decennio ha difeso la porta dello Jablonec, vincendo una Coppa e una Supercoppa nazionale nel 2013.

## Palmarès

### Club

#### Competizioni nazionali
- Coppa della Repubblica Ceca: 1

Jablonec: 2012-2013
- Supercoppa della Repubblica Ceca: 1

Jablonec: 2013